# Traves Chile
La Agrupación por los Derechos Sexuales Integrales de las Personas, más conocida como Traves Chile, es una agrupación chilena dedicada a la defensa de los derechos de las personas transgénero.

## Historia
Los orígenes de Traves Chile se remontan a 1998, cuando Silvia Parada sufrió una golpiza por parte de la policía. Tras ello, Parada buscó asesoría legal en el Movimiento Unificado de Minorías Sexuales (MUMS), en donde colaboró con proyectos de prevención del VIH.
La organización fue articulada bajo el nombre de «Agrupación de Personas Transgénero» en el mes de junio de 2000 por un grupo escindido de MUMS encabezado por Silvia Parada y estuvo conformada por activistas a favor de los derechos de la población transgénero «que en su mayoría (...) [ejercían el] comercio sexual en la vía pública, como única forma de generar ingresos para su sobrevivencia».
Su personalidad jurídica se alcanzó el 22 de mayo de 2001, y sus fundadoras fueron un total aproximado de 150 personas, lideradas por Silvia Parada, Amanda Jofré, Nicole Carrión y Alejandra Soto, entre otras. En su fundación agrupó a «personas travestis-transexuales, y gente de la Corporación Chilena de Prevención del Sida», aunque en 2004 se amplió hacia otras minorías sexuales al considerar también a toda la comunidad LGBT con alta vulnerabilidad social; ese mismo año sufre una escisión de parte de sus integrantes, que posteriormente crean el Sindicato Amanda Jofré. En 2006 cambió su nombre a «Agrupación por los Derechos Sexuales Integrales de las Personas» (ADSIP), a fin de generar mayor inclusión en la organización.

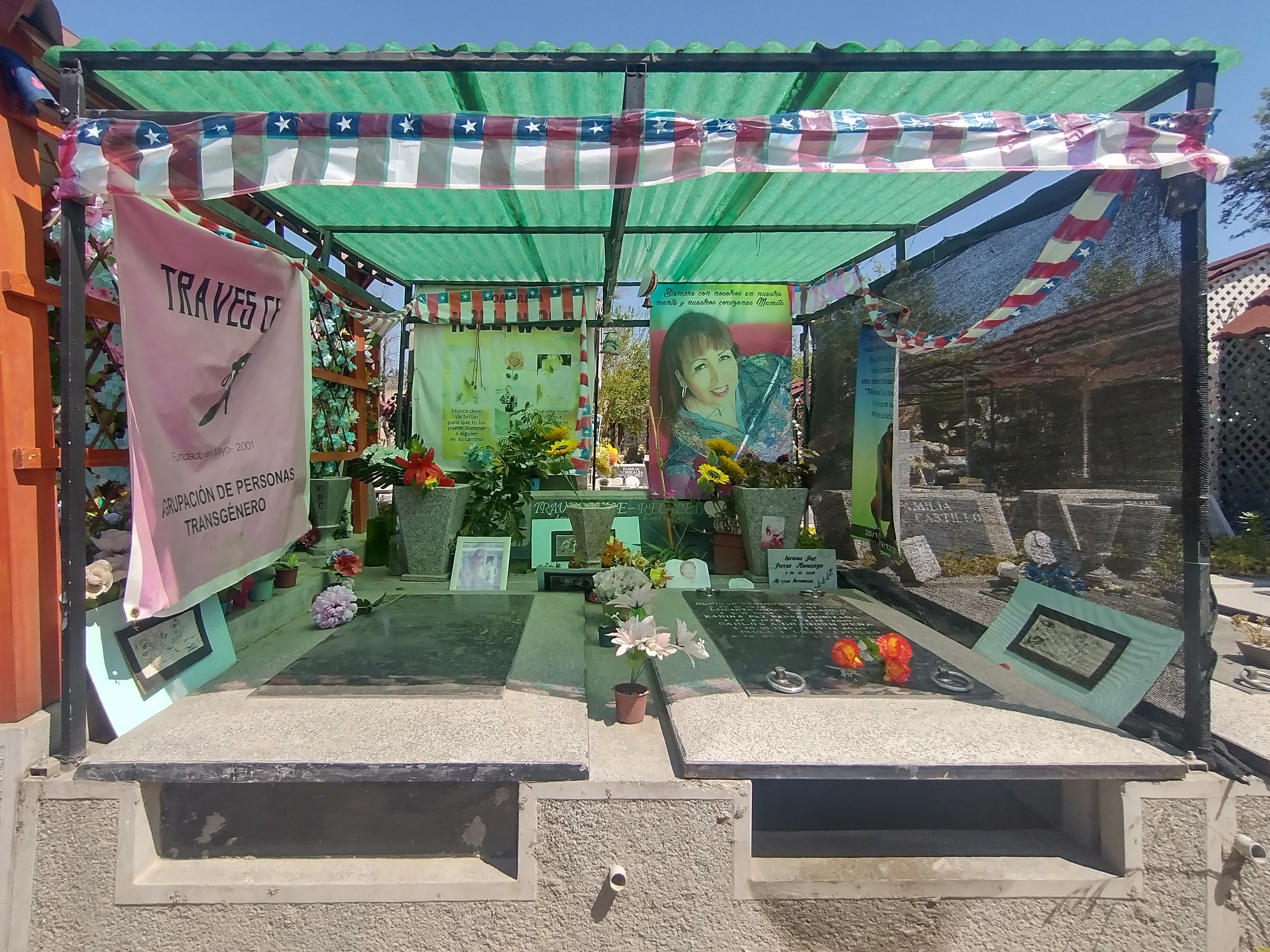
Mausoleo Trans en el Cementerio General de Santiago.

Esta organización se constituyó en la primera en su tipo en Chile, y la primera en su tipo con un estatus jurídico-legal en el país. Entre sus logros está la gestión realizada para construir en el Cementerio General de Santiago de Chile un mausoleo para las personas travesti y transgénero que se encuentren en situación vulnerable; la construcción fue inaugurada el 31 de marzo de 2018, siendo el primer mausoleo de su tipo en América Latina.